# کریس کاساماسا
کریس کاساماسا (انگلیسی: Chris Casamassa؛ زادهٔ ۱۷ ژانویهٔ ۱۹۶۵) رزمی‌کار، هنرپیشه و بدل‌کار اهل آمریکایی است.
از فیلم‌ها یا برنامه‌های تلویزیونی که وی در آن نقش داشته‌است می‌توان به مورتال کامبت، بچه کاراته‌کار اشاره کرد.